# Дискаверер-2
Дискаверер-2 (англ. Discoverer 2) — американский космический аппарат. Прототип разведывательных спутников серии KH-1, запускавшихся по программе CORONA. Первый в мире аппарат, стабилизированный по трём осям по командам с Земли.

## Конструкция
Спутник был неотделяемым от второй ступени «Аджена» и вместе с ней составлял 5,73 метра в длину и 1,52 метра в диаметре. Корпус изготовлен из магниевого сплава. Полезная аппаратура массой 111 кг располагалась в носовом обтекателе. В самой передней части спутника располагалась возвращаемая капсула массой 88 кг. Капсула имела вид полусферы с диаметром 84 см и длиной 69 см. В капсуле располагался парашют, датчики космических лучей для проверки сохранности фотоплёнки и радиомаяк для обнаружения капсулы после приземления. В отличие от серийных спутников на прототипе не была установлена фотокамера. Вместо неё располагались телеметрические датчики, записывающие около 100 параметров полёта и работы аппарата и передающие их на Землю по 15 каналам. По сравнению с Дискаверером-1 программа полёта была дополнена отработкой сброса капсулы и её обнаружения.

## Запуск
Дискаверер-2 был запущен 13 апреля 1959 года. На следующий день, после 17 витков вокруг Земли была сброшена возвращаемая капсула. Планировалось сбросить её в районе Гавайских островов, чтобы там подобрать силами размещённых в том районе судов поисковой группы. Однако в результате сбоя таймера капсула была преждевременно сброшена в район северного полюса. Основная часть оборудования, расположенная на самом спутнике, работала нормально до 14 апреля, и благополучно передала на Землю данные о работе аппарата. Основной маяк слежения работал до 17 апреля.